# Beppe Grillo
Giuseppe Piero Grillo (n. 21 iulie 1948, Savignone, Italia) cunoscut ca Beppe Grillo este un comic, actor și blogger italian.
„ Eu vreau să fiu un comic! Nu pot să fiu eu cel care vorbește mereu, Gura Adevărului, nu pot, nu este genul meu, nu aș fi eu.!”—Beppe Grillo, Beppegrillo.it, Milano 2005
„De mic am făcut o reclamă, dar apoi am înțeles unele lucruri despre reclame. Câțiva ani după aceea am început să mă iau de politcieni pentru că lucrurile nu mergeau bine, dar apoi am înțeles unele lucruri despre politică, și anume că este controlată de economie. Acum câțiva ani am spart un computer cu o bâtă de baseball, dar acum am înțeles câte ceva despre internet, și anume că este singura noastră apărare. ”—Beppe Grillo, sul retro del suo libro "Tutto il Grillo che conta"
Dintre toate blog-urile (în  limba italiană) din lume, al său e cel care primește cel mai mare număr de link de la alte blog-uri.
„ Eu vreau sa fiu un comic! Nu pot sa fiu eu cel care vorbeste mereu, Gura Adevarului, nu pot,nu este genul meu, nu as fi eu.!”—Beppe Grillo, Beppegrillo.it, Milano 2005

## Filmografie
- Cercasi Gesù, regizat de Luigi Comencini (1982)
- Scemo di guerra, regizat de  Dino Risi (1985)
- Topo Galileo, regizat de  Francesco Laudadio (1988)